# 이이명
이이명(李頤命: 1658년 2월 2일(음력 1월 1일)~1722년 6월 13일(음력 4월 30일))은 조선 후기의 왕족 출신 문신·정치인·학자로 노론 4대신의 한사람이다. 조선 제4대 임금 세종대왕(世宗大王)의 서5남인 밀성군(密城君)의 후손으로 광원군 이구수의 5대손이자 영의정을 지낸 이경여의 손자였다. 숙종 말년에 숙종과 종종 독대하였는데, 숙종이 교묘하게 사관(史官)들을 따돌렸으므로 왕조실록에 그 내용이 기록되지 않았다. 이 점이 문제가 되어 뒷날 임인옥사 때 사형의 빌미가 된다.
숙종·경종대에 노론을 주도하며 주자도통주의(朱子道通主義)에 기반한 정치이념을 적극 실현하고자 하였으며, 서양 학술사상을 국내에 소개하기도 했다. 그는 비록 직접 서구문물을 들여오지는 못하였으나, 노론 실학파의 형성의 실마리를 제공하였다. 숙종과 후계문제를 놓고 독대를 하였다는 이유로 1722년 소론에 의해 왕이 되려 하였다 하는 탄핵을 받고 유배, 사사되었다.
숙종 때 사형당한 이사명(李師命)의 친동생이자, 임인옥사 때 함께 사형당한 이기지의 아버지이고, 이건명의 일족이며, 부인은 광산김씨로 김만중의 딸이다. 당색으로는 서인이었다가, 노소분당 이후 노론이 되었다. 자는 지인(智仁) 또는 양숙(養叔), 호는 소재(疏齋), 시호는 문충이다. 본관은 전주(全州)이다.

## 생애

### 생애 초반
조선 세종대왕의 서자인 밀성군(密城君)의 후손으로 그는 왕족의 먼 후예였다. 본래 서인 가문에서 태어났고, 후일 서인이 노론과 소론으로 갈리자 그는 노론이 된다.
아버지는 사헌부대사헌을 지낸 이민적으로, 지평 이민채의 양자로 들어갔다. 아버지 이민적은 홍문관에 숙직을 설 때 그를 대동하였는데 어린 그를 상번 방에서 하번 방까지 뛰게 하여 배가 꺼졌는가를 물은 뒤, 책을 계속 읽게 하여 한시도 쉬는 틈을 주지 않았다고 한다. 숙종 때 사형당한 이사명(李師命)은 그의 형으로 이사명의 관직은 참판에 이르렀다.

### 관료 생활 초반
숙종 때 문과에 급제하여 홍문관정자에 기용된 후 박사·수찬·응교·헌납·이조좌랑 등 청요직(淸要職)을 역임했다. 1680년(숙종 6년) 별시문과(別試文科)에 급제하여 정자가 된 뒤, 1680년(숙종 6년) 보사원종공신 1등(保社原從功臣一等)에 책록되었다. 이후 여러 벼슬을 지내고 사헌부집의(執義)가 되었다. 그 후 여러 벼슬을 지냈고, 1686년 문과중시(文科重試)에 재차 급제하여 당상관으로 승진, 강원도관찰사가 되었다. 기사환국으로 남인이 집권하자 영해(寧海)에 유배되었다.
이후 여러 번 대제학의 물망에 오르기도 했다. 그러나 기사환국때 사형당한 이사명의 동생이라는 이유로 남인들은 그를 집중 공격하였다. 그 뒤 강원도감사로 나갔다가 다시 돌아와 승정원의 승지가 되었다. 이 기간 동안 송시열(宋時烈)·김석주(金錫胄) 등 노론 거물의 지원 아래 노론의 기수로 활동했다. 노론의 중진으로 활약했다.
그 뒤 강원감사를 지내다가 1689년 기사환국으로 남인이 집권하면서 남인의 공격을 받고 영해와 남해로 유배되기도 하였으나, 1694년 갑술옥사로 서인이 정권을 잡게 되면서 호조참의로 복귀했다. 그 뒤 대사간까지 승진했으나, 기사환국 때 송시열 등과 함께 죽은 형 사명(師命)이 정치적으로 신원되지 못하자, 1698년 이를 문제삼았다가 공주로 유배되었다. 1699년 유배가 풀려 석방되었으나 기용되지 못하다가 1701년에 예조판서로 특임되었으며, 이후 한성부판윤·이조판서 등을 지냈다. 이후 예조판서, 병조판서, 우참찬, 좌참찬 등을 지냈다.

#### 독대와 후사 문제
갑술환국으로 서인이 집권하자 호조참의에 제수된 후 그 뒤 사헌부대사헌이 되었다. 이후 여러 벼슬을 거쳐 1706년 우의정이 되었고, 1708년 좌의정, 우의정을 거쳐 영의정에까지 올랐다. 1717년 병환중의 숙종은 그를 비밀리에 불러 독대를 하였는데, 그 내용은 전하지 않는다. 숙종의 후사(後嗣) 문제에 깊이 관여하여, 독대(獨對)라는 형식으로 숙종과 비밀리에 만나, 세자(뒤의 경종)가 아닌 연령군(延齡君)·연잉군(延礽君 : 뒤의 영조)의 보호를 부탁받고 이들의 후원을 자임했다는 것 정도만 알려졌다.
숙종(1661~1720)이 임종하기 직전(?) 독대(1717년 정유독대)를 하였을 때 소론이 지지하는 세자(世子, 경종)에게 불리한 말을 하고 노론이 지지하는 연잉군(훗날의 영조)을 지지하였다 하여 소론과 남인의 불만을 샀다.
윤지완은 숙종과 노론 영수 이이명의 독대에 강력하게 항의했다. 또한 숙종과 여러 차례 독대를 하면서 그 내용은 숙종이 교묘하게 사관들을 따돌렸으므로 왕조실록에 기록되지 않았다. 이 점이 문제가 되어 뒷날 임인옥사 때 사형의 빌미를 제공한다.

### 서구 문물 견학
경종이 즉위한 후 노론 4대신의 한사람으로서 연잉군을 후사없는 경종의 왕세제로 책봉해야 된다고 주장했다. 그 뒤 왕에게도 연잉군을 왕세제로 책봉할 것을 주청하여 성사시켰다. 1720년 숙종의 승하를 알리기 위해 고부사(告訃使)로 청나라에 파견되어 연경에 다녀왔다. 연경에 도착하여 그는 그곳에서 독일, 포르투갈의 신부들과 서양인 학자들을 만나 가까이 지내면서 담론하였고, 그들의 영향을 받아 천주교를 비롯한 천문학, 역산 등에 관한 책을 가지고 이듬해 귀국하여 이를 국내에 알리고, 널리 소개하였다.
고부사로 청나라의 연경에 갔다가 서양 신부들과 학자들을 사귀고, 돌아올 때 천주교와 서양 서적들을 들여오는 등 서양 문물에 대해 개방적인 태도를 취했다. 그러나 남인과 소론은 이를 꼬투리 잡고 문제삼아 그를 계속 공격했다.

### 소론과의 정쟁, 최후

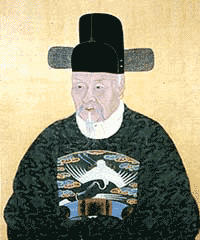
4대신의 한사람인 몽와 김창집

그는 노론 4대신의 한 사람으로서 김창집·이건명·조태채와 함께 빈청에 모여 심중에 있는 사람을 세자로 세우기로 정하고, 그 이름을 써서 펴보이기로 하니 모두 '양'자를 써서 보였다. 이는 영조가 즉위하기 전의 아호가 양심헌으로 양자를 말하는 것이었다. 그러나 훗날 소론에서 무고하기를 '양'자는 그의 자인 양숙을 가리키는 것이라고 탄핵하였다. 남인과 소론은 그가 환국으로 사형당한 이사명의 동생이라는 점과, 그가 서양 문물에 호의적이고 개방을 주장하는 것, 숙종과 비밀 독대를 한 점을 끈질기게 물고 늘어지며 공격한다.
이후 경종의 병환이 위중해지자 노론 4대신과 함께 세제 대리청정을 제기하여 영조의 대리청정을 실현시켰으나, 소론의 반발로 실패하여 파직당하고 경상남도 남해로 유배되었다. 그 뒤 역모 고변이 터져, 그의 아들 이기지가 관련된 목호룡의 고변 때 임금으로 추대받았다는 혐의를 받고 서울로 압송되었다. 압송 도중 한강진(漢江津)에 도착하여 사사되었다가 영조가 즉위한 후 복관되었다. 과천의 사충서원(四忠書院)에 제향되었다.

### 사후
그 뒤 영조 때 경신처분으로 복관되었으며 경기도 과천의 사충서원에 제향되었다. 충문(忠文)의 시호가 내려졌다.

## 사상과 신념

### 서구 문물 수용

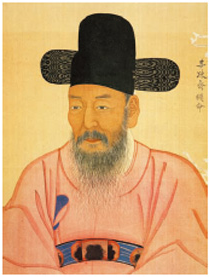
이이명

유교적 화이사상에 입각하여 서구 문물을 받아들였음에도 수용에 적극적이지 않았으나 그 서구 문물의 유용성은 인정했다. 한편 국내의 현실 문제는 수취체제, 특히 군역의 문제는 근본적인 것이라 보고 병역 조달의 개선 방안으로 정포론(丁布論)을 제시했다. 종래의 양인(良人) 남성만을 대상으로 군역을 부과하던 방식을 벗어나, 신분에 관계 없이 양반 자제로부터 상민에 이르기까지 15~60세의 성인 남성이면 누구나 군역을 부담하되, 군역 또는 군역을 대신하여 일정액의 포(布)나 전(錢)을 부담한다는 안이었으나 받아들여지지 않았다.
그는 서구의 문물에 호의적이었으나 들여올 수 없었다. 소론과 남인의 정치공세 보다도 서인 노론 내에서도 아무도 알아주지는 않았기 때문에 실패한다. 그러나 후일 노론 출신 외교관들 중 청나라의 고증학과 실학 사상과 서구의 문물에 관심을 갖고 이를 국내에 소개하여, 고증학과 실학을 도입하게 하는 기틀을 마련한다.

### 양반 군포 징수
이이명은 양반 사대부에게도 군포를 징수해야 된다고 주청하였다. 그에 의하면 양반 사대부 역시 조선의 백성이므로 양민들과 동등하게 병역을 적용하고, 병역을 징발하거나 군포, 호포를 받아야 된다는 것이다. 그러나 이는 남인계와 서인계 모두의 비난에 직면하게 되었다.

## 저서
- 《소재집》
- 《동국강역도설》(東國疆域圖說)
- 《전산촬요》(田算撮要)
- 《강도삼충전》(江都三忠傳)

## 관련 문화재
- 완도 고금도 관왕묘비 - 전라남도 유형문화재 제336호

## 관련작품
- 《대박》(SBS, 2016년, 배우: 박지일)
- 《해치》(SBS, 2019년, 배우: 김종수)

## 같이 보기
| - 사충서원 - 갑술환국 - 기사환국 - 경신환국 - 서인 - 노론 - 소론 - 밀성군 - 김장생 - 김집 - 김육 - 이이 - 송익필 - 송한필 - 송시열 - 송준길 - 연잉군 | - 실학 - 천주교 - 광원군 (왕족)광원군 - 이경여 - 이후여 - 인현왕후 - 김수항 - 김수흥 - 민유중 - 민정중 - 민시중 - 김만기 - 김만중 - 김우명 - 김좌명 - 김창집 - 신임사화 | - 박지원 - 박명원 - 박제가 - 허견의 옥사 - 김익훈 - 송상민 - 윤증 - 이건명 - 조태구 - 조태채 - 박세채 - 박세당 |